# Стенки (Владимирская область)
Стенки — деревня в Кольчугинском районе Владимирской области России, входит в состав Раздольевского сельского поселения.

## География
Деревня примыкает с юга к центру поселения посёлку Раздолье и находится в 5 км на юго-восток от райцентра города Кольчугино на автодороге Р75 Колокша — Кольчугино — Александров.

## История
В конце XIX — начале XX века деревня входила в состав Завалинской волости Покровского уезда. В 1859 году в деревне числилось 40 дворов, в 1905 году вместе с усадьбой Петрова — 41 двор.
С 1929 года деревня входила в состав Беречинского сельсовета Кольчугинского района, с 1978 года — в составе Белореченского сельсовета, с 1986 года — в составе Разодольевского сельсовета.
В 1931 году в деревне была открыта Стенковская начальная школа, в ноябре 1962 года школа переехала в новое одноэтажное здание.

## Население
| 1859 | 1905 | 1926 | 2002 | 2010 | 2021 |
| ---- | ---- | ---- | ---- | ---- | ---- |
| 249  | ↗289 | ↘257 | ↘146 | ↘107 | ↗116 |

## Инфраструктура
В селе находятся Стенковская основная общеобразовательная школа.